# Honey (KAT-TUNのアルバム)
『Honey』（ハニー）は、KAT-TUNのオリジナル・アルバム（フルアルバムとしては10作目、通算では11作目）。2022年3月29日にJ Stormから発売された。

## 概要
前作『IGNITE』から約2年半ぶりとなるオリジナル・アルバム。オリジナル・フルアルバムとしては10作目。
初回限定盤1、初回限定盤2、通常盤の3種類で発売。
本作には、28thシングル曲「Roar」、29thシングル曲「EUPHORIA」、「We Just Go Hard feat. AK-69」、2022年2月4日に配信されたデジタルシングル「CRYSTAL MOMENT」に加え、本作のリード曲「Ain't Seen Nothing Yet」と「STING」をはじめとする、計15曲が収録されている。
2022年2月28日よりYouTubeにて「Ain't Seen Nothing Yet」のMV、3月16日より「STING」のMVが公開された。
本作発売の前週となる2022年3月22日より、リード曲「Ainʼt Seen Nothing Yet」が先行配信された。さらに、CDの発売日と同じ2022年3月29日より、各音楽配信サイトにてデジタルアルバム『Honey（Selected Edition）』のダウンロード、ストリーミング配信された。
発売することを記念して、KAT-TUNのデビュー記念日である2022年3月22日午後8時30分からTwitch上のAmazon Music Japanチャンネルにて生配信ライブイベント『Amazon Music Live: KAT-TUN』が行われた。見逃し配信が3月25日から31日まで配信された。
また、本作を携えた全国ツアー『KAT-TUN LIVE TOUR 2022 Honey』を、2022年4月から6月にかけて全26公演行われた。

## チャート成績
初週10.4万枚を売り上げ、2022年4月5日発表の「オリコン週間アルバムランキング」では初登場1位を記録し、1stアルバム『Best of KAT-TUN』から12作連続となる1位を獲得した。また、「オリコン週間合算アルバムランキング」でも、前作『IGNITE』に続き、通算2作目の1位を獲得した。
2022年4月6日（集計期間：2022年3月28日～4月3日）に公開された総合アルバムチャート「Billboard Japan Hot Albums」にて、104,990枚でCDセールス1位、ルックアップ1位、1,712DLでダウンロード4位、総合1位を獲得した。

## 収録曲

### CD
1. Ain’t Seen Nothing Yet（初回限定盤1、通常盤のみ収録）
作詞：RUCCA、作曲：Felix Back, Andreas Öberg, Ninos Hanna、編曲：Felix Back
2. STING（初回限定盤2、通常盤のみ収録）
作詞：ONIGASHIMA, EMI K. Lynn, KOMU、作曲：Simon Janlöv, Andreas Öberg, Ninos Hanna、編曲：Simon Janlöv
3. Honey on me
作詞：Funk Uchino、作曲：Sebastian Thott, Christian Fast, Gabriel Brandes、編曲：Sebastian Thott
4. Prisoner
作詞：HIKARI、作曲：Sebastian Thott, HIKARI、編曲：Sebastian Thott
5. Love Supply
作詞：Chris Wahle, Takahito Nakamura, pause、作曲：Chris Wahle, Takahito Nakamura, pause、編曲：Takahito Nakamura
6. Roar
作詞：岡田一成、作曲：岡田一成・Janne Hyoty、編曲：吉岡たく、ストリングスアレンジ：弦一徹
  - 亀梨和也主演 日本テレビ系ドラマ『レッドアイズ 監視捜査班』主題歌
7. Born Free
作詞：岡田一成, 赤石美希、作曲：Andreas Öhrn, Jimmy Claeson, Mattias Melo、編曲：Jimmy Claeson、ストリングスアレンジ：牧戸太郎
8. EUPHORIA
作詞：RUCCA、作曲：Jovette Rivera, Maiko Kawabe Rivera、編曲：Jovette Rivera, Maiko Kawabe Rivera, 立山秋航
  - 美 少年（ジャニーズJr.）主演 テレビ朝日「オシドラサタデー」枠ドラマ『ザ・ハイスクール ヒーローズ』主題歌
9. We Just Go Hard feat. AK-69
作詞：AK-69、作曲：RIMAZI, AK-69、編曲：RIMAZI
  - 日本テレビ系『Going!Sports&News』テーマソング
  - 日本テレビ系プロ野球中継『DRAMATIC BASEBALL 2021』テーマソング
10. CRYSTAL MOMENT
作詞：Funk Uchino、RAP詞：櫻井翔、作曲：Erik Lidbom, 7th Avenue、編曲：7th Avenue
  - 日本テレビ系2022冬季スポーツテーマソング
11. Womanizer
作詞：miwaflower、作曲：miwaflower, Tomoki Ishizuka、編曲：Tomoki Ishizuka
12. 夜は空いてる - 亀梨和也（通常盤のみ収録）
作詞：Chara、作曲：Chara、編曲：小林武史、ストリングスアレンジ：小林武史, 四家卯大
13. カンタービレ -  上田竜也（通常盤のみ収録）
作詞：上田竜也、作曲：オカダユータ, 清水哲平、編曲：清水哲平、ストリングスアレンジ：真部裕
  - ラップ詞の中に「ONE DROP」、「UNLOCK」が登場する。
14. ムーンショット - 中丸雄一（通常盤のみ収録）
作詞：中丸雄一, 桑原静香、作曲：STEVEN LEE、編曲：STEVEN LEE、補編曲：久下真音
15. UPDATE（通常盤のみ収録）
作詞：森大輔、作曲：森大輔、編曲：CHOKKAKU

### DVD・Blu-ray

#### 初回限定盤1
1. 「Ain’t Seen Nothing Yet」 Music Video + Making

#### 初回限定盤2
1. 「STING」 Music Video + Making

### DIGITAL『Honey（Selected Edition）』
1. Ain’t Seen Nothing Yet [3:52]
  - 2022年3月22日に各音楽配信サイトにて先行配信された
2. STING [3:30]
3. Honey on me [4:09]
4. Prisoner [3:33]
5. Love Supply [3:10]
6. Roar [3:55]
7. Born Free [3:32]
8. EUPHORIA [3:17]
9. We Just Go Hard feat. AK-69 [3:17]
10. CRYSTAL MOMENT [4:17]
11. Womanizer [3:57]

## 特典

### 仕様・封入特典
初回限定盤1
- 豪華特殊パッケージ仕様
- 80P歌詞ブックレット
- 「Honey」 オリジナル缶バッジ3種,ステッカー3種,ミニフォトカード3種,ペーパーコースター1種

初回限定盤2
- 24P歌詞ブックレット
- 「Honey」オリジナル卓上カレンダー(4月始まり／2022年度)

通常盤
- 28P歌詞ブックレット

### 予約先着特典
通常盤
- 「Honey」オリジナル・ペーパーバッグ[18]